# Whaplode
Whaplode – wieś w Anglii, w hrabstwie Lincolnshire, w dystrykcie South Holland.